# Riedl Frigyes
Riedl Frigyes, született Riedl Álmos Gyula Frigyes (Ladomér, 1856. szeptember 12. – Budapest, 1921. augusztus 7.) magyar irodalomtudós, a modern irodalomtörténet első jelentős magyar képviselője, a Magyar Tudományos Akadémia levelező tagja. Riedl Szende fia.

## Élete
Édesapja Riedl Szende, édesanyja Szumrak Julianna volt. Budapesten végezte a középiskolát, majd az egyetem bölcseleti karán esztétikai és irodalmi előadásokat hallgatott Gregusstól, Gyulaitól, Heinrichtől sat., s tanári és doktori oklevelet nyert. Egy évig a gyakorló gimnáziumon mint ösztöndíjas tanár működött. Két évig külföldi egyetemeket látogatott (Berlinben, Párizsban és Bécsben). 1881-ben rendes tanár lett a IV. kerületi reáliskolánál Budapesten. Többször meglátogatta Olaszországot és beható tanulmányokat szentelt a képzőművészeteknek is. A Magyar Tudományos Akadémia 1896. május 14-én levelező, a Kisfaludy Társaság 1900-ban rendes tagjának választotta. A budapesti tudományegyetem bölcseleti kara 1904-ben meghívta a magyar irodalom rendes tanárának és 1905 januárjában kineveztetett. A közoktatási tanácsnak előadó tanácsosa volt.
Főreáliskolai tanár, majd Gyulai Pál halála után a Pázmány Péter Tudományegyetem magyar irodalmi tanszékvezetője. Előadásaiban a magyar irodalom teljes történetét tárgyalta. Szemináriumain – elsőként a magyar egyetemi oktatásban – személyes, baráti hang honosodott meg, így tudta közel hozni tanítványai számára a múlt irodalmi értékeit. „Előadásain és írásain a francia stílművészet hatása érezhető” – írja róla egykori tanítványa, Benedek Marcell. Számos kisebb munka, középiskolai tankönyv, tanulmány és cikk szerzője volt, néhány műve befejezetlenül maradt. Tépelődő alkata, fogyó munkakedve is oka ennek, de talán főleg az, hogy oktató- és nevelőmunkája rengeteg energiát vett el, s ugyanannyira oktatónak tartotta magát, mint tudósnak. Barátság fűzte a sok tekintetben hasonló szemléletű irodalomkritikushoz, Péterfy Jenőhöz. Abban a vitában, mely Thaly Kálmán állítólagos „kuruc versei” hitelességéről bontakozott ki, meggyőzően bizonyította, hogy a versek nem a kuruc korból származnak, hanem Thaly szerzeményei. Legnagyobb jelentőségű könyvét Arany Jánosról írta. Irodalomtörténeti kritikai, művészeti és pedagógiai dolgozataival főleg az essay formájában tűnik ki. A Budapesti Szemlének essay-írója; e folyóiratban sok bírálatot írt.

## Művei
- Kazinczy Ferenc és a német irodalom; Franklin Ny., Bp., 1878
- A magyar hunmondák; Franklin Ny., Bp., 1881
- Lehr Albert–Riedl Frigyes: Magyar olvasókönyv a középiskolák 1-4. oszt. számára, 1-3.; Franklin, Bp., 1883-1885
- Arany János; Hornyánszky, Bp., 1887
- Rhetorika és rhetorikai olvasókönyv; szerk. Riedl Frigyes; Lampel, Bp., 1888
- Poetika és poetikai olvasókönyv; szerk. Riedl Frigyes; Lampel, Bp., 1889
- Az egységes középiskola; Franklin Ny., Bp., 1893
- Arany János; 2., bőv. kiad.; Hornyánszky, Bp., 1893
- A magyar irodalom fő irányai; Franklin Társaság, Bp., 1896 (Olcsó könyvtár)
- Zichy Mihály képei Arany balladáihoz; bev. Riedl Frigyes; in: Arany-Zichy Album. Arany János 24 költeménye. Zichy Mihály 40 rajzával. A Pesti Napló ajándéka az 1898. évre; Pesti Napló, Budapest, 1898
- Lotz Károly falfestményei. Húsz fénymetszetű táblával és Morelli Gusztáv fametszeteivel; szöv. Riedl Frigyes; Lotz-ünnepély Hölgybizottsága, Bp., 1899
- Péterfy Jenő; Franklin, Bp., 1900 (Olcsó könyvtár)
- Magyarok Rómában; Franklin, Bp., 1900 (Olcsó könyvtár)
- Vörösmarty M. élete és művei; Riedl Frigyes előadása után jegyezte és kiadta Csoma Kálmán; s.n., Bp., 1905
- Frederick Riedl: A history of Hungarian literature; Heinemann, London, 1906 (Short histories of the literatures of the world)
- A magyar dráma története; Riedl Frigyes előadása után jegyezte és kiadta Csoma Kálmán; s.n., Bp., 1906
- Frederick Reidl: History of Hungarian literature; angolra ford. Ch. Arthur Ginever, Ginever-Győry Ilona, előszó C. Hagberg Wright; Appleton, New York, 1906 (Short histories of the literatures of the world)
- A régi magyar irodalom története; Riedl Frigyes előadása után jegyezte és kiadta Csoma Kálmán; s.n., Bp., 1906
- A magyar irodalom története a XVI. században; Riedl Frigyes előadásai után jegyezte és kiadta Csoma Kálmán; s.n., Bp., 1907
- A magyar irodalom története a XVII. században; Riedl Frigyes előadásai után jegyezte és kiadta Csoma Kálmán; s.n., Bp., 1907
- Vezérszavak. Irodalomtörténeti előadások vázlata az 1907-1918/19 egyetemi félévből; szerzői, Bp., 1907-1919
- A magyar irodalom története Zrínyi halálától Bessenyey felléptéig; Riedl Frigyes előadásai után jegyezte és kiadta Csoma Kálmán; Preszler, Bp., 1908
- Shakespeare és a magyar irodalom; Lampel, Bp., 191? (Magyar könyvtár)
- Gyulai Pál; Franklin, Bp., 1911 (Olcsó könyvtár)
- Három jellemzés. Toldy Ferenc, Greguss Ágost, Katona Lajos; Franklin, Bp., 1912 (Olcsó könyvtár)
- Arany lelki élete; Lampel, Bp., 1918 (Magyar könyvtár)
- Pasteiner Gyula, Hampel József és Riedl Frigyes véleményes jelentései Meller Simon magántanári képesítése tárgyában; Franklin Ny., Bp., 1910
- Riedl Frigyes hagyatékából; Minerva-Társaság, Bp., 1922
- Riedl Frigyes tanítása Petőfiről. Petőfi Sándor élete és költészete; jegyezte Hofbauer Aladár; Egyetemi, Bp., 1922
- Petőfi Sándor; Kisfaludy-Társaság, Bp., 1923
- Hofbauer Aladár: Riedl Frigyes tanítása Széchenyi István grófról; Egyetemi Ny., Bp., 1925
- Hofbauer Aladár: Riedl Frigyes tanítása Arany Jánosról; Egyetemi Ny., Bp., 1926
- Retorika a felső kereskedelmi iskola számára; átdolg. Pintér Jenő, Gálos Rezső; Franklin, Bp., 1927
- Poétika a felső kereskedelmi iskola számára; átdolg. Pintér Jenő, Gálos Rezső; Franklin, Bp., 1927
- Riedl Frigyes középiskolai tanítása Vörösmarty Mihályról; gyorsírói feljegyzés alapján írta Hofbauer Aladár; Egyetemi Ny., Bp., 1927
- Riedl Frigyes középiskolai tanítása a magyar regény történetéről; gyorsírói feljegyzés alapján írta Hofbauer Aladár; Egyetemi Ny., Bp., 1928
- Riedl Frigyes középiskolai tanítása Kazinczy Ferencről; gyorsírói feljegyzés alapján írta Hofbauer Aladár; Kalász Ny., Bp., 1931
- Vajda, Reviczky, Komjáthy; Egyetemi Ny., Bp., 1933 (Magyar irodalmi ritkaságok)
- Madách; tanítványaival sajtó alá rend. Hanvai Ilona; Egyetemi Ny., Bp., 1935 (Magyar irodalmi ritkaságok)
- Vörösmarty Mihály élete és művei; Egyetemi Nyomda, Budapest, 1937  (Magyar irodalmi ritkaságok)
- Kölcsey Ferenc; sajtó alá rend. Kozocsa Sándor; Budapesti Kölcsey Ferenc és Berzsenyi Dániel Gimnázium Önképzőköre, Bp., 1939 (Magyar irodalmi ritkaságok)
- A magyar dráma története, 1-2.; Egyetemi Ny., Bp., 1939-1940
- Mikszáth Kálmán; tanítványaival sajtó alá rend. Somos Jenő; Egyetemi Ny., Bp., 1940 (Magyar irodalmi ritkaságok)
- Arany János; sajtó alá rend., bev., jegyz. Balassa László; Gondolat, Bp., 1957

## Forrás
- Szinnyei József: Magyar írók élete és munkái.

## Szakirodalom
- R. Hoffmann Mária: Riedl Frigyes (1923)
- Benedek Marcell: Riedl Frigyes
- Gyergyai Albert: Riedl Frigyes (in: Esszék, tanulmányok)
- A Kisfaludy-Társaság új tagjai. Vasárnapi Ujság, 1900. 7. szám, 98. old.
- Horváth János: Riedl Frigyes l. tag. emlékezete; Akadémia, Bp., 1928 (A Magyar Tudományos Akadémia elhunyt tagjai fölött tartott emlékbeszédek)
- Hofbauer Aladár: Halottak napján a budapesti kerepesi temetőben. Emlékezés Riedl Frigyesre; Egyetemi Ny., Bp., 1931
- Gyenes István: Riedl Frigyes; Radó Ny., Bp., 1937